# San Juan (Spiel)

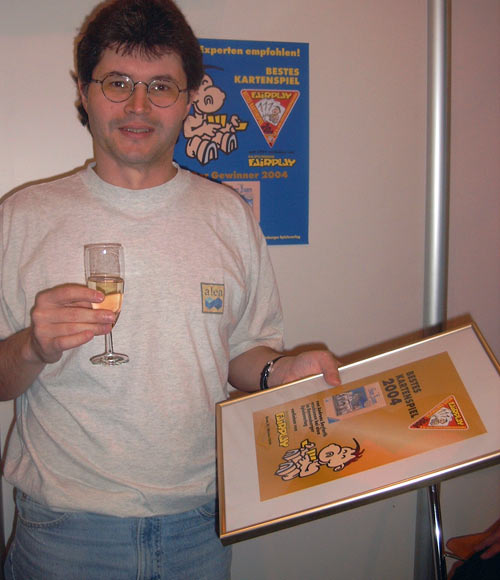
Stefan Brück (alea) nimmt auf den Essener Spieltagen die Auszeichnung für San Juan als bestes Kartenspiel 2004 entgegen.

San Juan ist die Kartenspielversion zu Puerto Rico. Autor ist Andreas Seyfarth, die redaktionelle Bearbeitung hat Stefan Brück erledigt; Franz Vohwinkel hat die Grafiken gestaltet. Erschienen ist das Spiel 2004 unter der Marke Alea im Ravensburger Spieleverlag. 2018 erschien eine Neuauflage als Puerto Rico – Das Kartenspiel.

## Aufbau
Hintergrund ist nicht wie bei Puerto Rico die wirtschaftliche Erschließung einer Insel, sondern einer Stadt in der Karibik. 
Die Spieler bauen Gebäude zur Produktion von Indigo, Zucker, Tabak, Kaffee oder Silber, produzieren und verkaufen. Befinden sich in einer Stadt 12 Gebäude, ist das Spiel beendet und die erzielten Punkte werden verglichen.
In der Spieleschachtel befinden sich neben einem speziellen Notizblock noch 110 Spielkarten, sowie die 5 Rollenkarten 
- Baumeister,
- Aufseher,
- Händler,
- Ratsherr,
- Goldsucher,

die Gouverneurskarte und 5 Handelshäuser (Karten mit Preisen für die 5 Waren Indigo, Zucker, Tabak, Kaffee und Silber). Die Karten selbst dienen entweder als Gebäude, als Ware oder als Währung, je nachdem wie sie eingesetzt werden:
Um z. B. eine Karte mit einem Gebäude mit Baukosten von 3 zu bauen (d. h. vor sich auszulegen), muss man mit 3 anderen Handkarten bezahlen (d. h. auf den Ablagestapel legen).

### Regel
Jeder Mitspieler erhält zu Beginn vier Karten und eine Indigoküperei (erstes Gebäude) für seine Stadt.
Der Eröffner einer Runde erhält die Gouverneurskarte, durch welche er die Aufgabe hat, das Handkartenlimit aller Spieler (sein eigenes inbegriffen) zu überprüfen (maximal 7 Karten regulär, mit dem Gebäude Turm maximal 12 Karten) sowie die Spieler, welche eine Kapelle gebaut haben, an diese zu erinnern (Pro Runde darf man eine Handkarte unter die Kapelle legen, diese zählen am Ende als jeweils ein Siegpunkt). Der Gouverneur wählt anschließend eine Rolle aus und führt die mit der jeweiligen Rolle verbundene Aktion aus. Alle Mitspieler schlüpfen ebenfalls in diese Rolle und tätigen eine entsprechende Handlung. Auf die Ausführung der mit der jeweiligen Rollenkarte verbundene Aktion kann – teilweise muss er es auch – jeder Spieler auch verzichten, auch derjenige, der diese Karte genommen hat. Anschließend wählt der im Uhrzeigersinn nächste Spieler eine Rolle und so fort.
Der Eröffner einer Phase (d. h. derjenige, der eine Rollenkarte genommen hat) erhält stets ein Privileg durch die gewählte Rolle. Haben alle Spieler eine Rolle ausgeführt, endet die Runde. Die Gouverneurskarte geht nun an den im Uhrzeigersinn nächsten Spieler weiter, womit eine neue Runde beginnt.
Auch bringen verschiedene Gebäude Vorteile, wie etwa das Armenhaus, das es einem Armen erlaubt, eine Karte zu ziehen, so man denn nur noch eine einzige besitzt. Siegpunkte bekommt man durch die errichteten Gebäude und am Ende können sich auch teure Gebäude, wie die Siegessäule als entscheidend erweisen.

### Vergleich mit Puerto Rico
Im Vergleich zu Puerto Rico sind die Plantagen, der Mais und die Verschiffung entfallen, hinzugekommen sind dafür eine Silberschmelze sowie viele neue Gebäude. San Juan ist deutlich schneller erklärt und gespielt, was es auch für „unerfahrene“ Spieler sehr interessant macht.

## San Juan hat folgende Preise erhalten
- à la carte Kartenspielpreis für das beste Kartenspiel 2004
- Deutscher Spiele Preis 2004, 2. Platz
- Spiele Hit 2004 in der Kategorie Spiele für Zwei im Rahmen des österreichischen Spielepreises Spiel der Spiele